# Mammillaria duoformis
Mammillaria duoformis är en kaktusväxtart som beskrevs av R.T. Craig och Elmer Yale Dawson. Mammillaria duoformis ingår i släktet Mammillaria och familjen kaktusväxter. Inga underarter finns listade i Catalogue of Life.